# Квинт Фабий Лабеон
Квинт Фабий Лабеон (на латински: Quintus Fabius Labeo) e политик на Римската република през 2 век пр.н.е.

## Политическа кариера
През 196 пр.н.е. Фабий Лабеон е градски квестор. През 189 пр.н.е. е претор и трябва да командва флотата при Ефес, но преди да пристигне войната против Антиох III завършва. Той командва флотата до Крит и освобождава задържаните римски граждани в Гортин. След това пристига в Тракия и освобождава от селевкидите градовете Енос и Маронея и ги пази от нападенията на македонския цар Филип V. През 188 пр.н.е. унищожава при Патара в Ликия намиращите се там кораби на Антиох III, както изисква мирният договор. Превзема Telmessos (дн. Фетхие) и се отправя през Атина към Италия. През февруари 188 пр.н.е. празнува морски триумф.
През 184 пр.н.е., след като не го избират за консул, е в тричленна колегия за основаване на гражданските колонии Потенция и Пизаурум (дн. Пезаро). През 183 пр.н.е. е избран за консул заедно с Марк Клавдий Марцел и става управител на Лигурия и след това там е проконсул (182 пр.н.е.). През 180 пр.н.е. е приет в колегията на понтифексите.
По сведения на Светоний той е също поет.